# Bodó Zalán (informatikus)
Bodó Zalán Péter (Szatmárnémeti, 1981. február 16. –) erdélyi magyar informatikus, egyetemi oktató.

## Életpályája
2003-ban informatika szakot végzett a kolozsvári Babeș–Bolyai Tudományegyetemen, ugyanott 2004-ben elvégezte az intelligens rendszerek mesterszakot. 2008-tól tanársegéd a kolozsvári egyetem matematika és informatika karán, 2011-től adjunktus, majd 2017-től docens. 2009-ben doktorált Semi-supervised learning with kernels című tézisével. 2020 és 2024 között a kar egyik dékánhelyettese volt.

## Munkássága
Kutatási területe a mesterséges intelligencia, azon belül gépi tanulás, adatbányászat.

### Könyvei
- Csató Lehel, Bodó Zalán: Neurális hálók és a gépi tanulás módszerei, Kolozsvári Egyetemi Kiadó, 2008.
- Bodó Zalán: Fordítóprogramok szerkesztése Flex és Bison segítségével. Erdélyi Múzeum-Egyesület, Kolozsvár, 2014. ISBN 978-606-8178-98-1 / ISBN 978-606-8178-99-8

### Válogatott cikkei
- Attila Mester, Zalán Bodó, Malware classification based on graph convolutional neural networks and static call graph features. IEA/AIE 2022: Advances and Trends in Artificial Intelligence. Theory and Practices in Artificial Intelligence, pp. 528--539, Springer, Cham.
- Anna Bajcsi, Barbara Botos, Péter Bajkó, Zalán Bodó, Can you guess the title? Generating emoji sequences for movies. Studia Universitatis Babes-Bolyai Informatica, Vol. LXVII, No. 1, 2022, pp. 5–20.
- Zalán Bodó, Fake news detection without external knowledge. In Proceedings of the International Conference on Modelling and Development of Intelligent Systems (MDIS) 2020, Communications in Computer and Information Science series (CCIS), vol. 1341, pp. 202–221, Springer International Publishing, 2021.
- Zalán Bodó, Lehel Csató, Linear spectral hashing, Neurocomputing 141 pp. 117--123., 107 p. (2014)
- Bodó, Z.; Minier, Zs.; Csató, L.: Active Learning with Clustering, JMLR Workshop and Conference Proceedings Volume 16, May 16, 2010, Sardinia, Italy) 2011, pp. 127–139.
- Bodó, Z.; Csató, L.: Hierarchical and Reweighting Cluster Kernels for Semi-Supervised Learning. Int. J. of Computers, Communications & Control, Vol. V (2010), No. 4, p. 469–476.
- Bodó, Z.; Minier, Zs.: Semi-supervised Feature Selection with SVMs, Proceedings of the 2nd 'Knowledge Engineering: Principles and Techniques' Conference, Cluj-Napoca, Romania, 2009, pp. 159–162.
- Csató, L,; Bodó, Z.: Decomposition Methods for Label Propagation, Proceedings of the 2nd 'Knowledge Engineering: Principles and Techniques' Conference, Cluj-Napoca, Romania, 2009, pp. 127–130.
- Bodó, Z.: Hierarchical cluster kernels for supervised and semi-supervised learning, Proceedings of the IEEE 4nd International Conference on Intelligent Computer Communication and Processing, Cluj-Napoca, Romania, 2008, pp. 9–16.
- Bodó, Z.; Minier, Zs.: On Supervised and Semi-Supervised k-Nearest Neighbor Algorithms, STUDIA UNIV. BABEȘ–BOLYAI, INFORMATICA, Volume 53, Number 2, Cluj-Napoca, 2008, pp. 79–92. 2007
- Bodó, Z.; Minier, Zs.; Csató, L.: Text Categorization Experiments Using Wikipedia. Proceedings of the 1st 'Knowledge Engineering: Principles and Techniques' Conference, Cluj-Napoca, Romania, 2007, pp. 66–72.

## Elismerései
- A Tudományos Kiválóság díja, KAB, 2022[2]

## Külső hivatkozások
- A Babeş–Bolyai Tudományegyetem matematika és informatika karának honlapja